# ملاس اوره
بلوک‌های خوراکی ملاس اوره ممکن است به عنوان منبع نیتروژن و انرژی برای حیوانات استفاده شود. اوره یک ترکیب مبتنی بر نیتروژن است که در کلیه‌ها تولید می‌شود. به عنوان یک ترکیب جانبی در طی فرایند تولید پروتئین تشکیل می‌شود.

## نگاه کلی
اوره پروتئین نیست اما حاوی نیتروژن است که می‌تواند توسط جمعیت میکروبی در شکمبه برای تولید پروتئین استفاده شود. ملاس محصول جانبی تصفیه نیشکر است و منبع انرژی مناسبی است. تهیه یک منبع انرژی و نیتروژن کافی در شرایط چرا برای حیوانات نشخوار کننده ضروری است.
بلوک‌های ملاس برای حیوانات خوش طعم هستند و ملاس توانایی پوشاندن طعم‌های نامطلوب را دارد که می‌تواند با برخی دیگر از مواد شیمیایی به بلوک اضافه شود واین امکان را فراهم می‌کند که بلوک حاوی سطوح بالایی از مواد غذایی ناخوشایند مانند اوره باشد. اوره یک منبع ارزان نیتروژن در مقایسه با سایر منابع است و افزودن اوره به بلوک‌های ملاس هزینه برنامه‌های تغذیه دام را کاهش می‌دهد.

## بلوک‌های دارویی
در کشورهای گرمسیری، تغذیه ناکافی و انگل‌های کرمی دستگاه‌های گوارش از شایع‌ترین مشکلات، به ویژه در گوسفند و بز است. ملاس، اوره و سایر اجزاء برای تولید خوراک ملاس / اوره (بلوک، خمیر یا لیسیدنی) استفاده می‌شود. این فرآورده‌ها راه مناسبی برای تأمین پروتئین و انرژی قابل تخمیر برای حیوانات نشخوارکننده هستند و به افزایش تأمین پروتئین آنها کمک می‌کنند. علاوه بر این، بلوک‌های مکمل خوراک دارویی در تلاش برای ارائه داروهای ضد کرم، با موفقیت استفاده شده‌است. حامد کیومرثی و دیگران اثرات معرفی بلوک‌های خوراکی ملاس/معدنی را در کنار استفاده از بلوک‌های دارویی بر رشد، کارایی، صفات لاشه، متابولیت‌های خون و کنترل انگل‌های کرمی دستگاه‌های گوارش در بزها مورد بررسی قرار داده‌اند. با توجه به نتایج مشاهده شده، استفاده از بلوک‌های معدنی ملاس اوره وهمچنین بلوک‌های دارویی توصیه می‌شود.

## دامپروری
براساس کتاب راهنمای تغذیه و پرورش بز نژاد بوئر مقدار بیشتر مواد نیتروژن دار غیر پروتئینی  در جیره نشخوارکنندگانی مانند بز به فلور میکروبی حیوان کمک می کند تا پروتئین میکروبی تولید کند. این امر به رشد حیوان کمک شایانی می کند، در حالی که ملاس انرژی بیشتری برای جمعیت میکروبی شکمبه برای تولید پروتئین میکروبی فراهم می کند، واضح است که ملاس اوره مواد مغذی ضروری مانند انرژی و مواد معدنی را در اختیار حیوانات قرار می دهد. این امر به ویژه در مناطق گرمسیری  و نیمه گرمسیری قابل توجه است زیرا در این مناطق، صنعت دامپروری به دلیل کمبود مغذی در جیره های غذایی با مشکلات زیادی مواجه است. علاوه بر این، بلوک‌های ملاس دارویی و معدنی می‌توانند به حیوانات در مبارزه با بیماری‌های گوارشی کمک کنند و می‌توانند به طور مستقیم یا غیرمستقیم بر عملکرد رشد حیوانات تأثیر بگذارند، بنابراین، استفاده از ملاس اوره در تغذیه حیوانات می‌تواند عملکرد رشد را افزایش دهد. ملاس به عنوان منبع قابل اعتماد انرژی برای نشخوارکنندگان و اوره به عنوان منبع نیتروژن دار غیر پروتئینی  برای تولید پروتئین توسط میکروب ها در شکمبه حیوانات نشخوارکنند بسیار مفید و موثر می باشند. 